# Prendilo tu questo frutto amaro
Prendilo tu questo frutto amaro è il tredicesimo album di Antonello Venditti, pubblicato nel 1995. Nel 1997 l'album è stato pubblicato anche sul mercato di lingua spagnola, con il titolo Cada instante.

## Il disco
L'album è stato realizzato nello studio privato di Venditti, in collaborazione con i suoi storici musicisti, ai quali si sono aggiunti Carlo Verdone, che suona la batteria e canta in Tutti all'inferno, Little Steven e gli Io vorrei la pelle nera.
Da un punto di vista musicale e tematico, l'album è stato considerato da parte della critica come un lavoro totalmente in linea con le precedenti pubblicazioni del cantautore romano.
Oltre ad alcuni brani d'amore, l'album contiene diverse canzoni i cui testi fanno riferimento alla situazione politica vissuta in Italia nella prima metà degli anni 1990. Il brano che dà il titolo all'intero album, adattamento in italiano della canzone Bitter Fruit di Little Steven, fa ampio riferimento alle ambiguità della Seconda Repubblica. Il brano Eroi minori è invece dedicato alle scorte dei giudici Giovanni Falcone e Paolo Borsellino, ma anche «a quei ragazzi che senza essere personaggi pubblici diventano un esempio per il Paese» e che «sono i ragazzi che rischiano la propria vita per difendere un uomo di colore, sono i ragazzi di Palermo che combattono tutti i giorni per migliorare le cose».

## Tracce

### Edizione in italiano
Testi e musiche di Antonello Venditti, eccetto dove indicato:
1. Ogni volta – 4:59
2. Tutti all'inferno – 5:10
3. Vento selvaggio – 5:02
4. Eroi minori – 4:52
5. Prendilo tu questo frutto amaro – 5:21 (Antonello Venditti, Steven Van Zandt)
6. Parla come baci – 5:27 (Antonello Venditti, Gabriele Anastasi, Danilo Cherni, Adriano Lo Giudice, Maurizio Perfetto)
7. A che gioco giochi – 5:05
8. 1000 figli – 4:46

### Edizione in spagnolo
Testi e musiche di Antonello Venditti, eccetto dove indicato
1. Cada instante – 4:57
2. Todos al cuerno – 5:07
3. Viento salvaje – 5:02
4. Bienvenido al paraíso – 5:26 (Antonello Venditti, Gabriele Anastasi, Adriano Lo Giudice)
5. Cumpleaños de Cristina – 5:31
6. Héroes menores – 4:50
7. Necesito un amigo – 4:00
8. Acuérdae de mi – 5:12
9. Habla como besas – 5:23 (Antonello Venditti, Gabriele Anastasi, Danilo Cherni, Adriano Lo Giudice, Maurizio Perfetto)
10. Qué juego juegas – 5:01
11. Cómte tu este fruto amargo – 5:05 (Antonello Venditti, Steven Van Zandt)
12. Cien mil hijos – 4:42

## Classifiche
| Classifica (1995) | Posizione massima |
| ----------------- | ----------------- |
| Europa            | 22                |
| Italia            | 1                 |
| Svizzera          | 39                |

### Classifiche di fine anno
| Classifica (1995) | Posizione |
| ----------------- | --------- |
| Italia            | 7         |

## Formazione
- Antonello Venditti – voce
- Stephen Head – programmazione
- Alessandro Centofanti, Danilo Cherni, Marco Colucci – tastiera
- Adriano Lo Giudice – basso
- Derek Wilson – batteria
- Maurizio Perfetto – chitarra acustica ed elettrica
- Marco Rinalduzzi, Salvatore Russo, Mario Schilirò – chitarra elettrica
- Carlo Verdone – batteria e voce (in Tutti all'inferno)
- Amedeo Bianchi – sax
- Mint Juleps – cori

### Vorrei la pelle nera
- Pino Favale, G. Moscatelli – tromba e flicorno
- Massimo Pirone, Alfredo Posillipo – trombone
- Franco Marinacci – sax
- Ferruccio Corsi – sax e flauto